# John Beddington
John Rex Beddington, né le 13 octobre 1945 au Royaume-Uni, est un scientifique anglais, connu et reconnu comme spécialiste de la gestion soutenable des ressources naturelles et comme conseiller scientifique en chef du gouvernement du Royaume-Uni (Government Chief Scientific Adviser ou GCSA) depuis le 1er janvier 2008, à la suite de Sir David A. King (en), jusqu'en avril 2013 quand lui succède Mark Walport. 

## Biographie
Après avoir terminé ses études à l'Université d'Édimbourg (PhD en 1973), il a commencé sa carrière universitaire à l'Université d'York et a passé trois ans comme détaché d'York en tant que Senior Fellow à l'International Institute of Environment and Development. 
Il a dès 1984 dirigé l'une des principales chaires de l'Imperial College s'occupant des sciences et technologies environnementales et à partir de 1991 de biologie appliquée des populations, jusqu'à sa nomination comme GCSA.
Il a été conseiller scientifique pour plusieurs ministères anglais : 
- au Foreign and Commonwealth Office (sur les questions concernant l'Antarctique et l'Atlantique-sud) ;
- au Department for Environment, Food and Rural Affairs (Ministère anglais chargé de l'Environnement, de l'Alimentation et des Affaires rurales). Il y  a présidé le Conseil scientifique consultatif[2] ;
- au Ministère chargé du  développement international (Department for International Development) ;
- au ministère de la Défense ;
- et pour le Bureau du Conseil des ministres.

Il a été six ans membre du Natural Environment Research Council.
Hors du Royaume-Uni, il a aussi été conseiller principal auprès de plusieurs gouvernements et organismes internationaux, dont auprès des gouvernements d'Australie, de Nouvelle-Zélande et des États-Unis. Il a été conseiller de la Commission européenne et de l'Organisation des Nations unies pour l'alimentation et l'agriculture.
Depuis 2014, il est Président de la Zoological Society of London.

## Beddington prospectiviste
Il a annoncé en mars 2009, dans un discours officiel devant des ONG environnementales et des responsables politiques, qu'il estimait prospectivement que le monde, sans de profonds et rapides changements de comportements individuels et collectifs, allait vers un collapsus écologique et économique global (« Ecological Collaps » ou « Ecological Collapse » pour les anglosaxons) qu'il compare à un ouragan parfait (économique, social et environnemental), qui se concrétisera selon lui vers 2030. Ce scénario associe conjointement une crise alimentaire, sanitaire et sociale, une crise énergétique et une crise écologique majeure caractérisé par un effondrement brutal des écosystèmes, à l'échelle de la biosphère, c'est-à-dire de la planète tout entière, et dépassant les capacités de résilience écologique de la biosphère (à court, moyen ou long terme).
Dans ce scénario, dans le pire des cas, la capacité de la biosphère à s'auto-entretenir est détruite pour un temps plus ou moins long, voire définitivement ; c'est la réalisation à grande échelle de phénomènes, qui selon le biogéographe américain Jared Diamond, se sont déjà déroulés dans le passé, mais à très petite échelle, avec néanmoins la disparition brutale de civilisations entière (les pascuans de l'Île de Pâques, les incas des cités perdues, et peut-être la Mésopotamie antique). 
Un tel scénario catastrophe était encore considéré comme très improbable par les gouvernants anglais et leurs conseillers en 2007. Début 2009, il ne l'était plus : avec la crise financière puis économique de 2008, puis les très mauvais résultats des indicateurs environnementaux mondiaux collectés pour préparer la conférence de Copenhague ; c'est la fourchette haute des prévisions antérieurs des experts du GIEC et des experts en biodiversité qui décrit le mieux la réalité. Le « Big collapse » n'est plus considéré comme improbable ni lointain par un certain nombre d'experts, dont le prospectiviste anglais Jonathon Porritt qui, peu après le discours de J. Beddington, a pour sa part estimé que Beddington était trop optimiste et que la date du collapsus général serait plutôt proche de 2020 que de 2030, mais il partage son analyse sur les causes et conditions de ce collapsus.

## Principaux thèmes de recherche
Ils sont surtout liés à l'application de l'analyse économique et de la diversité biologique aux  problèmes de gestion des ressources naturelles ; en particulier dans les domaines :
- de la pêche ;
- du contrôle des ravageurs ;
- des espèces invasives ;
- de la gestion de la faune ;
- de la gestion ou maîtrise des épidémies (zoonoses et maladies émergentes en particulier).

## Honneurs
Entre autres, il a été honoré :
- En juin 1997 il a reçu le Prix de Heidelberg ;
- En 2001 il a reçu le prix de l'excellence environnementale et il est devenu membre de la Royal Society (FRS) ;
- En 2004, il a été honoré du titre de Compagnon de l'Ordre de Saint-Michel et Saint-Georges par la Reine, pour services rendus à la science et gestion des pêcheries ;
- En 2007, il devient membre honoraire de la Zoological Society of London[5].